# Ben Marshall
Benjamin Marshall (Salford, Inglaterra, Reino Unido, 29 de marzo de 1991), futbolista inglés. Juega de delantero y su actual equipo es el Stoneclough FC de la West Lancashire Football League de Inglaterra.

## Clubes
| Club                    | País       | Año             |
| ----------------------- | ---------- | --------------- |
| Northampton Town        | Inglaterra | 2009            |
| Cheltenham Town         | Inglaterra | 2009            |
| Carlisle United         | Inglaterra | 2010-2011       |
| Sheffield Wednesday     | Inglaterra | 2011-2012       |
| Leicester City          | Inglaterra | 2012-2013       |
| Blackburn Rovers        | Inglaterra | 2013-2017       |
| Wolverhampton Wanderers | Inglaterra | 2017-2018       |
| Millwall                | Inglaterra | 2018            |
| Norwich City            | Inglaterra | 2018- Presente  |
| Millwall (Préstamo)     | Inglaterra | 2019            |
| Stoneclough FC          | Inglaterra | 2019-Actualidad |